# TYPO3 CMS
TYPO3 CMS ist ein freies Content-Management-System für Webanwendungen, das von Kasper Skårhøj unter dem ursprünglichen Namen TYPO3 entwickelt und im Jahr 2001 veröffentlicht wurde. Heute wird die Software durch die TYPO3 Association weiterentwickelt und überwiegend im deutschsprachigen Raum eingesetzt.
Im April 2025 hat die Digital Public Goods Alliance TYPO3 als Digitales Öffentliches Gut (engl. Digital Public Good) anerkannt.
Der Kern von TYPO3 CMS ist in der Skriptsprache PHP mithilfe des Webframeworks Symfony programmiert. Die Ausgabe im Browser erfolgt mit HTML und JavaScript. Als Datenbank können gängige SQL-basierte Datenbanken, wie z. B. MySQL, MariaDB eingesetzt werden, die Anbindung erfolgt hier abstrakt über Doctrine DBAL.
Zahlreiche Funktionen von TYPO3 CMS können mit Erweiterungen (Extensions) integriert werden, ohne dass ein eigener Programmcode geschrieben werden muss. Die derzeit etwa 9000 Erweiterungen stammen zum größten Teil von Fremdanbietern und sind zum Großteil kostenlos verfügbar. Erhältlich sind unter anderem Erweiterungen für Blogs, E-Mail-Marketing, Programmierschnittstellen zu Fremdanbietern oder auch Diskussionsforen. Das System bietet sowohl Mehrsprachigkeit als auch Multi-Site-Fähigkeiten.
TYPO3 CMS gehört neben Drupal, Joomla und WordPress zu den bekanntesten Content-Management-Systemen aus dem Bereich der freien Software.

## Namensherkunft
Der Name TYPO3 stammt daher, dass Kasper Skårhøj bei der Entwicklung durch einen Tippfehler (englisch „typing error“, kurz „typo“) einen Teil seiner Arbeit verlor. Die Zahl „3“ wurde dem Namen schließlich angehängt, nachdem die dritte Version von TYPO durch ihren Erfolg als eine Art Marke bekannt wurde.
Im Jahre 2015 wurde das bis dahin parallel von der TYPO3-Association entwickelte Systeme Neos von TYPO3 getrennt. Seitdem trägt TYPO3 den Namenszusatz CMS.

## Verwendung
Laut der Statistik-Plattform builtwith wird TYPO3 CMS aktuell (Februar 2024) von über 218.000 öffentlich erreichbaren Websites weltweit eingesetzt.
Die Version 11 des Government Site Builder (GSB) der deutschen Bundesregierung basiert auf TYPO3 CMS und sie hat im Jahr 2023 angekündigt, alle Webseiten von proprietären Systemen auf TYPO3 CMS umstellen zu wollen und insgesamt 108 Millionen Euro für die Weiterentwicklung, den Umzug und den Betrieb zur Verfügung zu stellen.

## Bedienung
TYPO3 CMS wird auf einem Webserver installiert und außer einem aktuellen Webbrowser ist keine Software für die Benutzung notwendig.
Das System ist unterteilt in Backend und Frontend. Das Backend in TYPO3 CMS ist die Verwaltungsoberfläche, in der Anwender Inhalte verwalten, Einstellungen konfigurieren und die allgemeine Struktur und Funktionalität der Webanwendung kontrollieren. Das Frontend in TYPO3 CMS bezieht sich auf den Teil der Website, den die Website-Besucher sehen und mit dem sie interagieren können, einschließlich aller visuellen Elemente und Inhalte, die im Browser angezeigt werden.
Mithilfe von HTML (Hypertext Markup Language) und der systemeigenen Konfigurationssprache TypoScript können Templates (englisch für Schablonen oder Vorlagen) erstellt und konfiguriert werden, um das Webdesign abzubilden. Zur Pflege der Website-Inhalte steht dem Anwender im Backend ein WYSIWYG-Editor zur Verfügung. Dieser erlaubt es dem Anwender, Inhalte ohne HTML-Kenntnisse (oder Programmier-Kenntnisse) zu erstellen und zu verändern.

## Funktion und Architektur

### Verwaltung der Inhalte, Rechte, Gestaltung und Datenbasis
Zu den Funktionen gehören unter anderem zeitliche Steuerung zum Ein- und Ausblenden von Inhalten, ein Rollen-, Workspaces und Rechtesystem (Benutzerverwaltung), eine Suchfunktion für statische und dynamische Inhalte, suchmaschinenfreundliche URLs, URL Weiterleitungsoptionen, Backend Dashboard, Extension Manager, ein Datei-Verwaltungssystem, Formulare, Aufgaben-Planer (Scheduled Tasks), Mehrsprachigkeit, Content Security Policy sowohl für das Backend als auch das mehrsprachenfähige Frontend. Weitere, über verschiedene Erweiterungen (sogenannte Extensions) integrierbare Funktionen sind beispielsweise ein News / Blog -System, Login-Bereich, Grid-System, Formulare, Adressen-Listen, Gästebuch, verbesserte Suche mit Facetten, das Verfassen und der Versand eines Newsletters oder eine Statistik für Seitenaufrufe. Videomaterial, Bilder, Texte, Tabellen, Animationen sowie externe Datenquellen können in TYPO3 CMS (zum Teil nur über extra Erweiterungen) verwaltet werden.
Templates, in denen Seitenaufbau und Formate definiert werden, erleichtern die Darstellung von Inhalten. Inhalte werden über frei konfigurierbare Eingabemasken eingegeben, zum Beispiel in Form des enthaltenen Rich-Text-Editors, der über eine an gängige Textverarbeitungen angelehnte, WYSIWYG-artige Oberfläche verfügt. Eine integrierte Bildverarbeitung ist vorhanden. Der Objektmanager gestattet es, grafische Elemente zu skalieren, zu drehen, Rahmen hinzuzufügen etc., wobei TYPO3 CMS in Verbindung mit dem Bildkonverter ImageMagick und GDLib eine modifizierte Bilddatei im neuen Format erzeugt.
TYPO3 CMS wird intern über verschiedene PHP-Arrays gesteuert. Sie enthalten alle Informationen, die notwendig sind, um aus den in einer Datenbank gespeicherten Inhalten über TypoScript-Befehle oder FLUID-Ausgaben HTML-Code zu erzeugen.
Die Inhalte und Parameter werden in einer relationalen Datenbank gespeichert und stehen unabhängig von dem jeweils verwendeten Template zur Verfügung. Dadurch kann das Erscheinungsbild einer Website theoretisch allein durch Austausch des Templates vollständig geändert werden. Ebenso können dieselben Inhalte in unterschiedlichen Layouts oder Ausgabeformaten (zum Beispiel XML, RSS oder LaTeX) präsentiert werden.
Während in früheren Versionen die MySQL-Datenbank direkt angesprochen wurde, ist inzwischen der Database Abstraction Layer DBAL vorgeschaltet um andere Datenbanksysteme wie PostgreSQL oder Oracle nutzen zu können.
Ein integriertes Caching-System speichert Ergebnisse vorher definierter Datenbankaufrufe zwischen. Dadurch wird gerade bei hoch frequentierten Websites die Server- (CPU)-Belastung gesenkt und die Anzahl der Datenbankabfragen verringert.

### Gestaltungselemente
Gestaltung und Programmierung von Webseiten mit TYPO3 CMS erfolgt über:
- Seitenbaum: Darstellung und Veränderung der Struktur und Eigenschaften der Seiten einer Website
- Konstanten: Universell gültige Konfigurationsparameter
- Template: Traditionell wurden früher einfache HTML-Dateien mit Platzhaltern, sog. Markern (zum Beispiel ###MARKER###) und Bereichsmarkierungen, sog. Subparts verwendet. Inzwischen wird innerhalb von TYPO3 und in sogenannten Extensions bevorzugt die Template-Engine FLUID verwendet. Das Fluid-Framework wurde 2008 entwickelt und wird sowohl von TYPO3 als auch von dem abgespaltenen Projekt Neos verwendet.[20]
- TypoScript: Mit dieser internen Konfigurationssprache wird beschrieben, wie TYPO3 die Inhalte ermittelt, formatiert und ausgibt. Die Ausgabe von Seiten ist auch ohne HTML-Templates – mit reinem TypoScript-Code – möglich.
- Erweiterungen: Die Funktion von TYPO3 erweiternde, zusätzliche Plug-ins / Extensions.
- PHP: Die Funktionen von TYPO3 CMS sind in PHP und den PHP Framework Symfony geschrieben und können von Anwendern, die besondere Zusatzfunktionen realisieren wollen, geändert oder ergänzt werden. Hervorzuheben ist hierbei die XCLASS-Funktionalität, die es ermöglicht, Klassen und Methoden zu überschreiben. In der Regel werden aber Hooks eingesetzt.

## TypoScript
Die Ausgabe von Inhalten im Frontend wird über die Metasprache TypoScript gesteuert. Was in TypoScript definiert ist, wird in ein systemweites PHP-Array umgewandelt (geparst). Dieses wiederum steuert, welche PHP-Funktionen beim Aufruf der Seite ausgeführt werden. Damit können Eigenschaften und Erweiterungen global für die gesamte Website verwaltet werden. TypoScript ist (bezogen auf die Syntax) objektorientiert.

### Code-Beispiel
Das folgende Beispiel verdeutlicht, wie mit TypoScript eine „Hello World“-Ausgabe (Hallo-Welt-Programm) erzeugt werden kann. Voraussetzung für eine Ausgabe ist das Erzeugen eines PAGE-Objektes:

#### TypoScript-Code
```
page
 
=
 
PAGE

page
 
{

    
10
 
=
 
TEXT

    
10
.
value 
=
 Hello
,
 world!
    
10
.
wrap 
=
 
<h2>
|
</h2>

}

```

#### Ausgabe
```
<
h2>Hello, world!
<
/h2>
```

Weitere wichtige TypoScript-Objekte sind CONTENT zum Auslesen von Inhalten aus der Datenbank und FLUIDTEMPLATE zum Rendern eines HTML-Templates.
TypoScript bezeichnet der Regel die in den TypoScript-Templates festgelegte Konfiguration zur Frontend-Ausgabe; es gibt aber auch Backend-Konfigurationen, die (abgesehen von wenigen Ausnahmen) mit der gleichen Syntax notiert werden. Sie werden User TSconfig (Einstellungen für einen Backend-Benutzer oder -Benutzergruppe) und Page TSconfig (Einstellungen für das Backend, die für einzelne Seiten und deren Unterseiten gelten) genannt und werden unter dem Begriff TSconfig zusammengefasst.
Für die Entwicklungsumgebung PhpStorm gibt es seit Mai 2014 ein Plugin, welches TypoScript als Sprache integriert. Dies gibt es auch für FLUID Templating. Dieses bietet neben Syntax-Highlighting auch Unterstützung für Auto-Vervollständigung, Auto-Formatierung und diversen anderen Funktionen.

## Entwicklung
Erfinder und ehemaliger Chefprogrammierer von TYPO3 ist der Däne Kasper Skårhøj. Die Entwicklung des Systems wird derzeit von Benni Mack (TYPO3 Project Lead) geleitet.

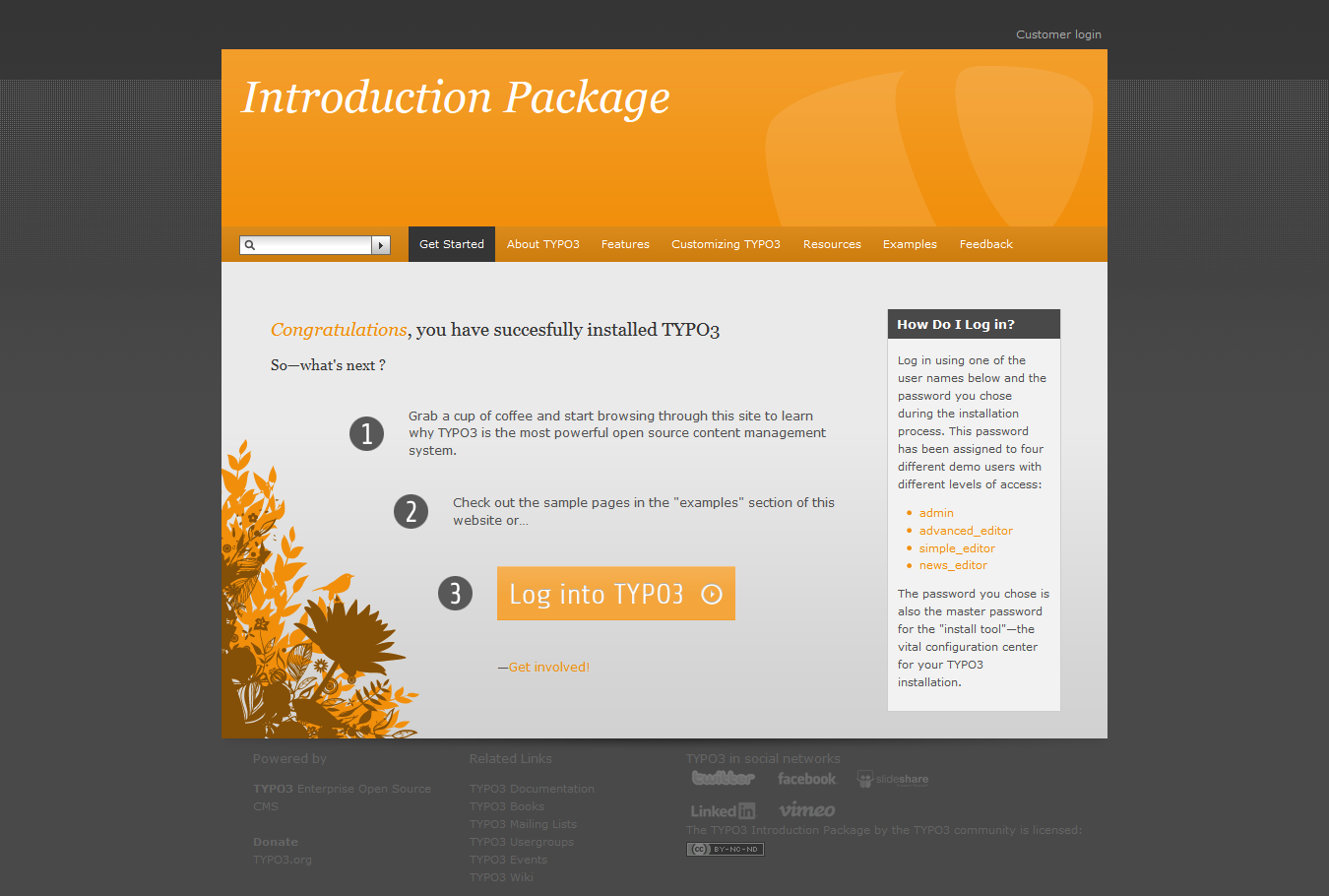
Startseite der Demo-Website „Introduction Package“

Im Rahmen von Version 4.4, die am 22. Juni 2010 veröffentlicht wurde, ist das Design auf Basis der Ergebnisse der sogenannten User Experience Week (T3UXW) aus dem Vorjahr speziell hinsichtlich der Benutzerfreundlichkeit erneut verbessert worden. Zudem wurde mit dieser Version erstmals eine Demo-Website (genannt Introduction Package) ausgeliefert, die es Erstnutzern ermöglicht, sich schneller mit den Funktionen des Systems vertraut zu machen. Mit TYPO3 4.5 wurden die wichtigsten Bearbeitungsformulare neu strukturiert. In neueren Versionen wurde das Interface weiter aufgeräumt und unter anderem für die Darstellung auf mobilen Geräten optimiert.
Da die Version 5.0 über mehrere Jahre parallel zum 4.x-Zweig komplett neu entwickelt wurde, wurden neue Hauptversionen im Rahmen der TYPO3-Branch 4.x veröffentlicht. Die Nummerierung der Versionen wich aufgrund dieser Eigenheit von der sonst üblichen ab. Ab Version 4.0 sind bereits mehrere Hauptversionen mit neuen Features veröffentlicht worden. Innerhalb der jeweiligen Unter-Zweige gilt der sogenannte „Feature-Freeze“; es werden also mit kleineren Updates keine neuen Funktionen hinzugefügt, sondern lediglich Fehler behoben und Sicherheitslücken geschlossen.
Nachdem sich mehr und mehr zeigte, dass der ursprünglich als TYPO3 5.0 geplante Nachfolger sich von seinem Funktionsumfang und den möglichen Einsatzgebieten her nicht als Nachfolger eignet, sondern eher ein eigenständiges Produkt neben TYPO3 bildet, wurde im März 2012 beschlossen, diese Entwicklung auch durch einen anderen Namen deutlich zu machen: Als Arbeitstitel von TYPO3 5 wurde „Phoenix“ gewählt. Der offizielle Name lautete ab dann „TYPO3 Neos“. Um Verwirrung bei der Bezeichnung der folgenden TYPO3-Releases zu vermeiden, folgte auf TYPO3 4.7 als nächste Version nicht TYPO3 5.0, sondern direkt TYPO3 6.0. TYPO3 Neos ist in einer eigenständigen Version 1.0 auf den Markt gekommen, die Versionsnummer 5 wurde vollständig aus dem Versionszyklus des TYPO3-Projektes gestrichen. 2015 wurde bekannt gegeben, dass Neos in Zukunft unabhängig von der TYPO3 Association weiterentwickelt werden solle.

### Wichtige Versionen
| Legende: | Ältere Version; nicht mehr unterstützt | Ältere Version; noch unterstützt | Aktuelle Version | Aktuelle Vorabversion | Zukünftige Version |

| Paket-Name | Version | Unter- version | Veröffentlichung   | Allgemeine Korrekturen bis | Sicherheitsrelevante Korrekturen bis | Wichtigste Änderungen |  |
| ---------- | ------- | -------------- | ------------------ | -------------------------- | ------------------------------------ | --- |  |
| TYPO3 CMS  | 3.x     | 3.0            | 2001               |                            |                                      | Erste veröffentlichte Version. |  |
| TYPO3 CMS  | 3.x     | 3.2            | Mai 2002           |                            |                                      | Diverse Fehlerkorrekturen. |  |
| TYPO3 CMS  | 3.x     | 3.3            | 3. Juni 2002       |                            |                                      | Diverse Fehlerkorrekturen. Erste über sourceforge verfügbare Version. |  |
| TYPO3 CMS  | 3.x     | 3.5            | 18. Februar 2003   |                            |                                      | Diverse Fehlerkorrekturen. Mit Version 3.5.1 Einführung des Erweiterungs-Managers. Damit ist die Erweiterung von TYPO3 um von Benutzern geschriebene Module möglich. |  |
| TYPO3 CMS  | 3.x     | 3.6            | 30. April 2004     |                            |                                      | Erzeugung von XHTML-konformem Quellcode der Standard-Inhaltselemente, Inhaltselemente können in XML individuell definiert und gespeichert werden, Grundlagen zur Unterstützung von anderen Datenbanksystemen als MySQL integriert. |  |
| TYPO3 CMS  | 3.x     | 3.7            | 24. September 2004 |                            |                                      | Vereinfachte Erstellung und Verwaltung mehrsprachiger Websites, Erweiterung der Rechteverwaltung für Redakteure, erneuerte TypoScript-Engine. |  |
| TYPO3 CMS  | 3.x     | 3.8            | 23. Mai 2005       |                            |                                      | Mehrsprachigkeit des TYPO3-Backends mit sog. Language-Packs, Unterstützung von GraphicsMagick, Verbesserung der mitgelieferten Websitesuche, Zwischenspeichern der Seiten auf Proxy-Servern ist möglich. |  |
| TYPO3 CMS  | 3.x     | 3.8.1          | 14. November 2005  |                            |                                      | Behebung einiger Fehler, einige sicherheitsrelevante Verbesserungen. |  |
| TYPO3 CMS  | 4.x     | 4.0            | 7. April 2006      |                            |                                      | Runderneuerung des Backends zur Verbesserung der Benutzbarkeit, sinnvollere Strukturierung des erzeugten HTML-Codes, Einführung von Skins, Workspaces (Möglichkeit Inhalte zu entwerfen und davon unabhängig zu veröffentlichen) hinzugefügt, Wechsel zu einem Texteditor mit größerer Unterstützung von Browsern und Betriebssystemen, DBAL für Nutzung von Datenbanksystemen wie Oracle oder PostgreSQL hinzugefügt; letzte Version: 4.0.13, 13. Sicherheits- und Stabilitätsaktualisierung. |  |
| TYPO3 CMS  | 4.x     | 4.1            | 6. März 2007       |                            |                                      | Schnellere Darstellung des Datei- und Seitenbaums durch Nutzung von Ajax, beschleunigte Darstellung des Backends, Einführung des Inline Relational Record Editing (kurz IRRE) zum gleichzeitigen Bearbeiten miteinander verknüpfter Datensätze, Verringerung des Bedarfs an Arbeitsspeicher, verbesserte UTF-8-Unterstützung, Vereinfachung von Wartungsarbeiten mittels eines CLI, Nutzung der Vorteile von InnoDB; letzte Version: 4.1.15, 15. Sicherheits- und Stabilitätsaktualisierung. |  |
| TYPO3 CMS  | 4.x     | 4.2            | 24. Mai 2008       |                            |                                      | Zahlreiche Verbesserungen in der Benutzerführung im Backend, Nutzung von AJAX zum Zeigen erweiterter Optionen, Erweiterung der Funktionen des Texteditors, Integration eines verbesserten Frontend-Logins, vereinfachte Aktualisierung von Erweiterungen, Editor mit Syntaxhervorhebung für TypoScript, Verbesserungen der Workspaces; letzte Version: 4.2.17. |  |
| TYPO3 CMS  | 4.x     | 4.3            | 30. November 2009  |                            |                                      | Neues Frontend-Editing, vereinfachtes Hochladen mehrerer Dateien mit Flash, Einführung eines Papierkorbs für gelöschte Inhaltselemente, Integration eines Berichtsmoduls für einen schnellen Überblick über grundlegende Einstellungen der TYPO3-Installation, Integration eines Planers zur automatischen Ausführung von Aufgaben, Unterstützung von Bedingungen in TSconfig-Code, Integration von Salted Hashes zum Passwortschutz, Erweiterungen extbase und Fluid integriert zur künftigen Migration zu TYPO3 5.0; letzte Version: 4.3.14. |  |
| TYPO3 CMS  | 4.x     | 4.4            | 22. Juni 2010      |                            |                                      | Komplettes Redesign des Backends, vereinfachte Installation, Modernisierung und Performanceverbesserungen im Backend, native Unterstützung weiterer Datenbanktypen, weitere Integration von Ext-JS-Komponenten, Bereitstellung eines Introduction Package für einen leichteren Einstieg, Kompression für CSS und JavaScript, Unterstützung von HTML5 im Frontend, Erweiterung um mehrere Handbücher zu ausgewählten Bereichen; letzte Version: 4.4.15. |  |
| TYPO3 CMS  | 4.x     | 4.5 LTS        | 26. Januar 2011    | März/April 2015            | März/April 2015                      | Release mit Long-Term-Support (LTS) mit weiteren Verbesserungen hinsichtlich Benutzerinterface und Performance sowie zahlreichen neuen und überarbeiteten Funktionen. UTF-8 als Standardzeichensatz bei Neuinstallationen, HTML5 im Backend, grundlegende Überarbeitung der wichtigsten Bearbeitungsformulare, Ausbau und Verbesserung der stdWrap-Funktion für ein schnelleres und flexibleres Frontend, grundlegende Überarbeitung des Erweiterungs-Managers, Integration eines Linkprüfers, neue Sicherheitsfunktionen zum Schutz vor CSRF. Diese Version wird über einen Zeitraum von mindestens drei Jahren ab ihrer Veröffentlichung offiziell unterstützt werden, was unter anderem auch die Unterstützung von IE6 bis April 2015 gewährleistet; aktuell als Version 4.5.40. |  |
| TYPO3 CMS  | 4.x     | 4.6            | 25. Oktober 2011   | Oktober 2012               | April 2013                           | Internationalisierung mittels XLIFF, neuer Formular-Assistent und neues Form-Objekt, Sicherheits-Verbesserungen, Performance-Verbesserung durch Aktivierung des Caching-Frameworks, grundlegende Bereinigung der Codebasis; letzte Version: 4.6.18. |  |
| TYPO3 CMS  | 4.x     | 4.7            | 24. April 2012     | Oktober 2013               | Oktober 2014                         | Für Neuinstallationen vollständige Barrierefreiheit für das Frontend gemäß WCAG und BITV, Nutzung der neuen HTML5-Elemente in den Standard-Rendering-Anweisungen, etwa <audio> und <video>, Verbesserungen der TCEforms. Vollständige Überarbeitung des Inhaltsrenderings, Bereitstellung eines auf Anforderungen der Bundesanstalt für Landwirtschaft und Ernährung basierenden Government Packages als Vorzeigeprojekt für barrierefreie Webseiten mit TYPO3; letzte Version: 4.7.20. |  |
| TYPO3 CMS  | 6.x     | 6.0            | 27. November 2012  | April 2014                 |                                      | Integration eines File Abstraction Layers (FAL), Drag and Drop im Seitenmodul, aufgeräumter Erweiterungsmanager, Support für IPv6, Namespace-Support, neues Handling der zentralen Konfigurationsdateien, vereinheitlichter Bootstrap für die unterschiedlichen Einstiegspunkte; letzte Version: 6.0.14. |  |
| TYPO3 CMS  | 6.x     | 6.1            | 30. April 2013     | Herbst 2014                |                                      | Verbesserungen des FAL, Aufwertung des Erweiterungs-Managers, der TCA ist jetzt stets geladen, Nutzung des mysqli-Moduls anstelle des mysql-Moduls uvm.; letzte Version: 6.1.12. |  |
| TYPO3 CMS  | 6.x     | 6.2 LTS        | 25. März 2014      | März 2017                  | ELTS: März 2020                      | Version mit Long Term Support. Möglichkeit automatischer Updates für den Core und für Sprachen, Responsive Image-Rendering, „Smooth-Migration“ für Nutzer von TYPO3 4.5 LTS, Modernisierung der Codebasis, uvm., aktuell als Version 6.2.48. Wird als kostenpflichtige ELTS (Extended Long Time Support) Version bis März 2020 unterstützt. |  |
| TYPO3 CMS  | 7.x     | 7.0            | 2. Dezember 2014   |                            |                                      | Allgemeines Code-Cleanup, Geschwindigkeitsverbesserungen, Refresh des visuellen Erscheinungsbilds des Backends. |  |
| TYPO3 CMS  | 7.x     | 7.1            | 24. Februar 2015   |                            |                                      | Responsive Backend, Code-Cleanup („Home Improvement“): Entfernen alter cObjects (z. B. HRULER, OTABLE u.v.m.), bessere Performance durch Nutzung des Composer-Autoloaders. |  |
| TYPO3 CMS  | 7.x     | 7.2            | 28. April 2015     |                            |                                      | Bildercropping für Redakteure im Backend. Gliederung und Migration der Core-Inhaltselemente in verschiedene Systemextensions. Flexible Preview-URLs. Gestaltbarer Backend-Login. |  |
| TYPO3 CMS  | 7.x     | 7.3            | 15. Juni 2015      |                            |                                      | Composer Class Loader, Performance Optimierungen, Backend Inline Editing, Backend Login API. |  |
| TYPO3 CMS  | 7.x     | 7.4            | 4. August 2015     |                            |                                      | Backend Improvements, Improved file uploading, Editing forms with required fields. |  |
| TYPO3 CMS  | 7.x     | 7.5            | 29. September 2015 |                            |                                      | Hauptfokus: Finalisierung für LTS-Version |  |
| TYPO3 CMS  | 7.x     | 7 LTS          | 10. November 2015  | April 2017                 | November 2018 ELTS: November 2022    | Version mit Long Term Support (dreijährige Unterstützung), aktuell als Version 7.6.40. Wird als kostenpflichtige ELTS-Version bis November 2022 unterstützt. |  |
| TYPO3 CMS  | 8.x     | 8.0            | 22. März 2016      |                            |                                      | Die minimale PHP Version wurde auf 7.0 angehoben. Die Templateengine Fluid, ursprünglich ein Backport aus TYPO3 Flow, ist nicht mehr integraler Bestandteil, sondern wird als externe Abhängigkeit über Composer eingebunden. |  |
| TYPO3 CMS  | 8.x     | 8.1            | 3. Mai 2016        |                            |                                      | Integration des Doctrine DBAL und Überarbeitung des Workspace Modul mit Hilfe von Twitter Bootstrap and jQuery. |  |
| TYPO3 CMS  | 8.x     | 8.2            | 5. Juni 2016       |                            |                                      | Weitere Fortschritte bei der Integration des Doctrine DBAL. |  |
| TYPO3 CMS  | 8.x     | 8.3            | 30. August 2016    |                            |                                      | Verbesserungen des RTE. |  |
| TYPO3 CMS  | 8.x     | 8.4            | 18. Oktober 2016   |                            |                                      | Mobiles Backend. Erweiterung des Install-Tools um einen Abschnitt „Upgrade Analysis“, der auf neue und geänderte Einstellungen hinweist. Dort werden z. B. Änderungen des TCA und verwendete, aber veraltete TypoScript-Eigenschaften angezeigt. Dazu wird jeweils die zu jeder entsprechenden Änderung zugehörige Dokumentation angezeigt. |  |
| TYPO3 CMS  | 8.x     | 8.5            | 20. Dezember 2016  |                            |                                      | Neues Framework zur Erstellung und Bearbeitung von Formularen im Backend eingeführt. Erste Vorab-Version des neuen Rich-Text-Editors CKEditor implementiert. |  |
| TYPO3 CMS  | 8.x     | 8.6            | 14. Februar 2017   |                            |                                      | Neuer Bildbearbeitungsassistent, der nun mehrere Crop-Varianten eines einzelnen Bildes erlaubt und die Möglichkeit einen Fokusbereich auszuwählen, der immer sichtbar sein soll, eingeführt. Sprachsynchronisierungsfunktion, die festlegt, ob ein einzelnes Feld eines lokalisierten Datensatzes einen dedizierten Wert hat oder ob der Wert der übergeordneten Sprache übernommen werden soll, implementiert. CSC (CSS Styled Content) ist nun vollständig kompatibel zu FSC (Fluid Styled Content) und teilt die gleichen Funktionen. CSC gilt jetzt als veraltet und befindet sich im Wartungsmodus. |  |
| TYPO3 CMS  | 8.x     | 8 LTS          | 4. April 2017      | September 2018             | März 2020 ELTS: März 2024            | Aktuelle Version: 8.7.32, 8.7.56 (ELTS) |  |
| TYPO3 CMS  | 9.x     | 9.0            | 12. Dezember 2017  |                            |                                      | |  |
| TYPO3 CMS  | 9.x     | 9.1            | 30. Januar 2018    |                            |                                      | |  |
| TYPO3 CMS  | 9.x     | 9.2            | 10. April 2018     |                            |                                      | |  |
| TYPO3 CMS  | 9.x     | 9.3            | 12. Juni 2018      |                            |                                      | |  |
| TYPO3 CMS  | 9.x     | 9.4            | 4. September 2018  |                            |                                      | |  |
| TYPO3 CMS  | 9.x     | 9 LTS          | 30. Oktober 2018   | Mai 2020                   | September 2021 ELTS: September 2024  | Aktuelle Version: 9.5.31, 9.5.48 (ELTS) |  |
| TYPO3 CMS  | 10.x    | 10.0           | 23. Juli 2019      |                            |                                      | Unterstützung von Symfony 5.0 und PHP 7.4 |  |
| TYPO3 CMS  | 10.x    | 10.1           | 1. Oktober 2019    |                            |                                      | |  |
| TYPO3 CMS  | 10.x    | 10.2           | 3. Dezember 2019   |                            |                                      | |  |
| TYPO3 CMS  | 10.x    | 10.3           | 25. Februar 2020   |                            |                                      | |  |
| TYPO3 CMS  | 10.x    | 10 LTS         | 21. April 2020     | Oktober 2021               | April 2023 ELTS: April 2026          | Aktuelle Version: 10.4.37, 10.4.45 (ELTS) |  |
| TYPO3 CMS  | 11.x    | 11.0           | 22. Dezember 2020  |                            |                                      | Unterstützt PHP 7.4 und 8.0 / MySQL 5.7+ / MariaDB / Postgres / SQLite |  |
| TYPO3 CMS  | 11.x    | 11.1           | 23. Februar 2021   |                            |                                      | |  |
| TYPO3 CMS  | 11.x    | 11.2           | 4. Mai 2021        |                            |                                      | |  |
| TYPO3 CMS  | 11.x    | 11.3           | 13. Juli 2021      |                            |                                      | |  |
| TYPO3 CMS  | 11.x    | 11.4           | 7. September 2021  |                            |                                      | |  |
| TYPO3 CMS  | 11.x    | 11.5           | 5. Oktober 2021    |                            |                                      | |  |
| TYPO3 CMS  | 11.x    | 11 LTS         | 5. Oktober 2021    | März 2023                  | Oktober 2024 ELTS: Oktober 2027      | Aktuelle Version: 11.5.38 |  |
| TYPO3 CMS  | 12.x    | 12.0           | 4. Oktober 2022    |                            |                                      | Neue TYPO3 Version 12.0 ist erschienen. Die Core-Veränderungen enthalten mehr als 1.600 Code-Änderungen und das Changelog der TYPO3 Version 12.0 dokumentiert etwa 100 Änderungen, die als „Features“ gekennzeichnet sind – einige davon sind klein, andere Änderungen groß. |  |
| TYPO3 CMS  | 12.x    | 12.1           | 6. Dezember 2022   |                            |                                      | |  |
| TYPO3 CMS  | 12.x    | 12.2           | 7. Februar 2023    |                            |                                      | |  |
| TYPO3 CMS  | 12.x    | 12.3           | 28. März 2023      |                            |                                      | |  |
| TYPO3 CMS  | 12.x    | 12 LTS         | 25. April 2023     | Oktober 2024               | April 2026 ELTS: April 2029          | Aktuelle Version: 12.4.32 – Die TYPO3 Version 12.4 wird als Long-Term-Support-Release für mindestens drei Jahre mit Sicherheitsupdates versorgt. |  |
| TYPO3 CMS  | 13.x    | 13.0           | 30. Januar 2024    |                            |                                      | |  |
| TYPO3 CMS  | 13.x    | 13.1           | 23. März 2024      |                            |                                      | |  |
| TYPO3 CMS  | 13.x    | 13.2           | 2. Juli 2024       |                            |                                      | Verbesserte Backend-UI und Schema-API |  |
| TYPO3 CMS  | 13.x    | 13.3           | 17. September 2024 |                            |                                      | Finalisierung für LTS-Version |  |
| TYPO3 CMS  | 13.x    | 13 LTS         | 15. Oktober 2024   | Juni 2026                  | Dezember 2027 ELTS: Dezember 2030    | |  |

## Erweiterungen
Mit Hilfe von Erweiterungen kann der Funktionsumfang von TYPO3 CMS erweitert oder dessen Verhalten geändert werden. Dabei können diese eigenständigen Programmteile Änderungen in praktisch allen Bereichen vornehmen, u. a. indem sie neue Inhaltselemente (beispielsweise zum Anzeigen eines Nachrichtensystems) einführen, dem Backend ein neues Modul hinzufügen oder Einfluss auf den Login-Prozess nehmen.
Einige Erweiterungen liegen der offiziellen TYPO3-CMS-Version bereits bei, weil sie besonders oft benötigt werden oder für den Betrieb erforderlich sind. Diese Erweiterungen werden System Extensions genannt. Der Großteil der Erweiterung liegt im TER (TYPO3 Extension Repository) von dem sich die Erweiterungen kostenlos herunterladen lassen. Seit der Version 6.2 ist auch die Installation aus dem Composer System möglich. Diese Erweiterungen werden entweder TER Extensions oder Local Extensions genannt.
Eine andere Unterscheidung stellt deren Kategorisierung dar. Eine Erweiterung kann die Voraussetzungen für mehrere Kategorien gleichzeitig erfüllen, so dass es dem Entwickler obliegt zu entscheiden, welche Kategorie den Hauptzweck der Erweiterung am besten beschreibt. Die Kategorien sind im Einzelnen:
- Backend: Die Erweiterung beeinflusst das Verhalten des Backends, ohne notwendigerweise ein neues Modul einzuführen. Beispiel: ein WYSIWYG-Editor
- Backend Modules: Die Erweiterung führt ein neues Backend-Modul ein, das neue Verwaltungsfunktionen bietet. Beispiel: Integration von phpMyAdmin als Backend Modul
- Frontend: Die Erweiterung beeinflusst das Rendering des Frontends, ohne notwendigerweise ein neues Inhaltselement einzuführen. Beispiel: Suchmaschinenfreundliche URLs
- Frontend Plugins: Die Erweiterung führt ein neues Inhaltselement ein, häufig um ebenfalls von dieser Erweiterung eingeführte Datenstrukturen anzuzeigen. Beispiel: ein Nachrichtensystem
- Miscellaneous: Die Erweiterung kann nicht in eine der übrigen Kategorien sortiert werden.
- Services: Die Erweiterung ersetzt einen bestehenden Service. Beispiel: OpenID als Loginmechanismus

### Installation und Wartung
Erweiterungen werden im Backend mit Hilfe des Extension-Managers installiert, der sich auch direkt mit dem TER verbinden kann, um die Erweiterung herunterzuladen. Er verwaltet dabei auch Abhängigkeiten, indem er beispielsweise auf eine fehlende zweite Erweiterung hinweist, die zum Betrieb einer ersten zu installierenden Erweiterung benötigt wird, oder indem er die Deinstallation einer Erweiterung verhindert, wenn andere installierte Erweiterungen auf dieser basieren.
Der Anwender kann sich auch verfügbare Updates zu installierten Erweiterungen anzeigen lassen und diese direkt installieren.
Seit der TYPO3 Version 6.2 ist es möglich, die Extensions aus dem Composer System heraus zu „pflegen“, das Hinzufügen oder Entfernen von Extensions ist dann direkt im T3 Backend nicht mehr möglich.

### Entwicklung
Es empfiehlt sich, die TYPO3-Erweiterung „Extension Builder“ zu verwenden, mit der ein Grundgerüst für die gewünschten Funktionen automatisch erstellt werden kann. Je nach Bedarf kann man damit Frontend- oder Backenderweiterungen erstellen bzw. vorbereiten. Das Erscheinungsbild der Formulare wird dabei in das Konfigurationsarray TCA eingebunden. Die erstellte Erweiterung enthält Dateien mit fest vorgegebenen Namen, die automatisch aufgerufen werden, zum Beispiel ext_localconf.php, ext_tables.sql und ext_emconf.php. Der Programmierer muss nur noch einzelne PHP-Funktionen programmieren. Bei der Installation der Erweiterung überprüft TYPO3 automatisch, ob die Anforderungen der Erweiterung erfüllt sind (benötigte Pakete/Version etc.).
Der PHP-Quellcode besteht in der Regel aus Dateien, die jeweils eine Plug-in-Klasse enthalten. Die Programmierung ist je nach Autor objektorientiert, oder man verwendet die Klassen nur im Sinne von Modulen. Jede Klassendatei enthält eine Einbindung einer sogenannten XCLASS am Ende. Diese können von Erweiterungs-Entwicklern mit einem bestimmten Namensschema selbst definiert werden und sollten von der Originalklasse abgeleitet sein. Sie werden immer anstelle der Originalklasse verwendet. Es wird jedoch empfohlen, Hooks anstelle von XCLASS zu verwenden. Damit wird eine bestehende Funktion über den Funktionsaufruf zu einer oder mehreren anderen Funktionen innerhalb von TYPO3-Erweiterungen beliebig erweiterbar gemacht.

### Entwicklungshinweise

#### Ältere TYPO3 Versionen
Ab der Version 4.3 besteht die Möglichkeit, Erweiterungen auf Basis neuer Techniken zu programmieren, die von TYPO3 Flow portiert wurden. Dazu zählen unter anderem das Model-View-Controller-Framework, das in TYPO3 4.3 in der Erweiterung extbase integriert wurde, und die Template-Engine Fluid.

#### TYPO3 11.x
Seit der TYPO3 Version 11 ist die PHP Version 7.4 eine neue Mindestanforderung für die Entwicklung von Extensions. PHP 7.4 wird bis November 2021 mit Sicherheitsupdates versorgt.

#### TYPO3 12.x
Seit der TYPO3 Version 12 ist die PHP Version 8.1 und die MySQL-Version 8.0 eine neue Mindestanforderung für die Entwicklung von Extensions. Diese Version verspricht unter anderem eine bessere Leistung und verbesserte Typsicherheit. Darüber hinaus wird PHP 8.1 bis Nov. 2024 und PHP 8.3 bis Nov. 2026 mit Sicherheitsupdates versorgt.

### Beispiele
Durch Erweiterungen lassen sich die verschiedensten Funktionen modular integrieren. Einige davon sind:
- Nachrichtensysteme – Darstellung und Verwaltung von News
- alternative Template-Systeme/-Engines
- alternative Rich-Text- bzw. WYSIWYG-Editoren
- Digital-Asset-Management zur Speicherung und Verwaltung von beliebigen digitalen Inhalten
- Daten über Länder, Sprachen und Währungen
- Shop-Systeme
- Benutzerregistrierung
- Gästebücher
- Foren
- Bildergalerien
- die Generierung menschenlesbarer URLs
- Erweiterte, individuelle Mailformulare
- Besucherverhalten auf Websites
- Suchfunktionen

## TYPO3 Case Studies
Zahlreiche deutschsprachige Websites, etwa die Website des Landes Sachsen-Anhalt, die Website des Telekommunikationsanbieters congstar, der Universität Konstanz, der Universität Luzern, der Technischen Universität Berlin und der Hochschule Fulda, die Website des Deutschen Fußball-Bundes, der Deutschen Lebens-Rettungs-Gesellschaft oder die meisten Webseiten der Ortsverbände der Bundesanstalt Technisches Hilfswerk (THW), oder dem Land Rheinland-Pfalz basieren auf TYPO3 CMS.

## Zertifizierung
Seit der TYPO3-Konferenz 2008 gibt es die Möglichkeit, sich offiziell zertifizieren zu lassen. Dazu werden in verschiedenen Städten weltweit zu bestimmten Terminen offizielle Prüfungen abgenommen. Den Beginn macht dabei die Zertifizierung zum sogenannten „Certified TYPO3 Integrator“, dessen Aufgaben in der Templateerstellung, der Konfiguration von Erweiterungen und der Vergabe von Nutzerrechten bestehen. Er installiert jedoch nicht TYPO3 CMS selbst auf einem Server und entwickelt selbst keine neuen Erweiterungen. Die Notwendigkeit einer Zertifizierungsmöglichkeit für TYPO3 CMS, ist mit der Steigerung des öffentlichen Bekanntheitsgrades der freien Software und des damit einhergehenden Einsatzes von Agenturen und Freelancern. Vielen habe allerdings die nötige Erfahrung im Umgang damit gefehlt, weshalb die erzielten Resultate oft nicht den Anforderungen des Kunden entsprochen hätten.
Bis Ende August 2012 konnten Zertifizierungen für eine bestimmte TYPO3-Version (z. B. TYPO3 4.x) erlangt werden. Seit dem 1. September 2012 ausgegebene Zertifizierungen sind nicht mehr auf eine bestimmte Version beschränkt, sind aber zeitbeschränkt. Seit 2018 beträgt die Laufzeit des Zertifikats 24 Monate und kann einmalig um weitere 12 Monate verlängert werden (z. B. durch die Teilnahme eines Auffrischungsworkshops auf der TYPO3 CertiFUNcation). Dies dient dazu, die Qualität der Zertifizierungen hoch zu halten.
Das TYPO3 Education Committee arbeitet daran, die Zertifizierungsprüfungen auf dem aktuellen Stand zu halten. So gibt es mittlerweile neben der ursprünglichen Zertifizierung zum TYPO3 Integrator (TYPO3 CMS Certified Integrator, TCCI) auch entsprechende Zertifizierungen zum Entwickler (TYPO3 CMS Certified Developer, TCCD), Redakteur (TYPO3 CMS Certified Editor, TCCE) und Berater (TYPO3 CMS Certified Consultant, TCCC). Jede Zertifizierung fragt entsprechendes Wissen zu der jeweiligen Rolle ab, um ein bestmögliches Gesamtergebnis zu gewährleisten.
Verantwortlich für die Erstellung, Aktualisierung und Durchführung der Zertifizierungen ist das TYPO3 Education Committee, das von der TYPO3 Association einberufen wurde. Aktueller Leiter des Education Committees (seit 2017) ist Marc Willmann. Das gesamte Education Committee arbeitet ehrenamtlich.
Die Zertifizierungsprüfungen werden auf vielen offiziellen (TYPO3 Developer Days, TYPO3 CertiFUNcation Day) und inoffiziellen Veranstaltungen (TYPO3Camps in wechselnden Städten) abgenommen. Zudem besteht seit 2021 die Möglichkeit, die Prüfung online abzulegen. Dabei wird die ordnungsgemäße Durchführung der Prüfung durch einen Proctoring-Dienstleister sichergestellt.
Einmal pro Jahr findet als offizielles Event der TYPO3 Association der TYPO3 CertiFUNcation Day statt. Auf dieser Veranstaltung können Zertifizierungen erworben und bestehende Zertifizierungen verlängert werden. Der Name deutet auf den Veranstaltungsort hin: Der CertiFUNcation Day findet immer in einem Freizeitpark statt, so dass berufliche Weiterentwicklung und Spaß zusammengeführt werden. Während der Pandemie wurde der CertiFUNcation Day abgesagt; die Verlängerungen der Zertifizierungen wurde ersatzweise online durchgeführt.

## TYPO3-Awards
Mit dem TYPO3-Award werden die besten TYPO3-Projekte prämiert. Bereits 2008 wurde im Rahmen der TYPO3-Snowboard-Tour eine vorläufige Verleihung von Preisen eingeleitet. Dieses Event etablierte sich ab 2015 zu einem festen Bestandteil der TYPO3-Veranstaltung „T3CON“. Oberstes Ziel der TYPO3-Awards ist seitdem die Auszeichnung von „kreativen und nutzerfreundlichen Websites“ und die Auswahl der „besten Erweiterung, des schicksten Designs und der effektivsten Nutzung von aktuellen Technologien“. Die Awards wurden bisher in Amsterdam (2015) und München (2016) in themenspezifischen Kategorien vergeben. Aus der engeren Auswahl der Nominierten – der„Shortlist“- bestimmt eine mehrköpfige Fachjury aus den Bereichen Kundenorientierung, Mobile & Social Media, TYPO3 und Webdesign den jeweiligen Gewinner in der Kategorie.

### Historie
- Awards 2023[117]
- Awards 2021
- Extension Awards 2021[118]
- Awards 2020 – COVID-19[119]
- Awards 2019[120]
- Awards 2018[121]

### Bücher
- Michael Schams: TYPO3 CMS Certified Developer: Exam study guide for the official TCCD certification of the TYPO3 Association (3rd edition), Englisch, April 2024, ISBN 979-8-32000332-0
- Michael Schams: TYPO3 CMS Certified Integrator: Exam study guide for the official TCCI certification of the TYPO3 Association (6th edition), Englisch, Juni 2023, ISBN 979-8-39488802-1
- Felicity Brand, Heather McNamee: The TYPO3 Guidebook: Understand and Use TYPO3 CMS, Englisch, Januar 2021
- Patrick Lobacher: TYPO3 Extbase, Leanpub, Februar 2016, ISBN 978-1-5300-0187-3

### Artikel und Magazine
- Lars Sandmann: WordPress vs. TYPO3 - Ein Vergleich | heise online. In: heise.de. 23. August 2022, abgerufen am 23. September 2024.
- Luna Santos: TYPO3 v13 – Alle Infos zur neuen Version. In: verdure.de. 5. März 2024, abgerufen am 23. September 2024.